# GENOCIDE nippon
GENOCIDE（ジェノサイド）は、竹内稔浩と天谷一夫が中心になって結成された、日本のヘヴィメタルバンド。1988年 アメリカ 「King Klassic Records」より「GENOCIDE nippon」として、アルバムデビュー。現在も活動中である。
1979年、福井県のHRバンド元「SHOCK」に在籍していたボーカルの竹内稔浩とギターの天谷一夫が、自らの音楽性を追求するために新バンド、GENOCIDEを結成（第1期GENOCIDE）。現在のメンバーは、オリジナルメンバーの竹内稔浩（ボーカル）、天谷一夫（ギター）と、第13期から参加したTOBBY（ドラム）、第13期より再び参加の染野和昭（ベース）の4人である。

## メンバー
第1期GENOCIDE（1979年 - 1980年）
- 竹内稔浩：ボーカル
- 天谷一夫：ギター

第2期GENOCIDE（1981年 - 1983年）
- 竹内稔浩：ボーカル
- 天谷一夫：ギター
- 松井邦夫：ギター
- 川崎重夫：ベース
- 西本博則：ドラム

第3期GENOCIDE（1983年 - 1983年）
- 竹内稔浩：ボーカル
- 天谷一夫：ギター
- 川上晃一：ギター
- 川崎：ベース
- 西本：ドラム

第4期GENOCIDE（1984年 - 1985年）
- 竹内稔浩：ボーカル
- 天谷一夫：ギター
- 川上晃一：ギター
- 川崎：ベース
- 小島安司：ドラム

第5期GENOCIDE（1986年 - 1990年）
- 竹内稔浩：ボーカル
- 天谷一夫：ギター
- 川上晃一：ギター
- 本野弘樹：ベース
- 小島安司：ドラム

第6期GENOCIDE（1996年 - 1999年）
- 竹内稔浩：ボーカル
- 川上晃一：ギター
- 本野弘樹：ベース
- 服部武：ドラム

第7期GENOCIDE（2000年 - 2001年）
- 竹内稔浩：ボーカル
- 天谷一夫：ギター
- 川上晃一：ギター
- 本野弘樹：ベース
- 服部武：ドラム

第8期GENOCIDE（2002年 - 2003年）
- 竹内稔浩：ボーカル
- 川上晃一：ギター
- 本野弘樹：ベース
- 服部武：ドラム

第9期GENOCIDE（2004年 - 2006年）
- 竹内稔浩：ボーカル
- 川上晃一：ギター
- 本野弘樹：ベース
- 小島安司：ドラム

第10期GENOCIDE（2007年 - 2008年）
- 竹内稔浩：ボーカル
- 天谷一夫：ギター
- 染野和昭：ベース
- 八幡豊：ドラム

第11期GENOCIDE（2008年 - ）
- 竹内稔浩：ボーカル
- 天谷一夫：ギター
- 横山明裕：ベース
- 八幡豊：ドラム

第12期GENOCIDE（2008年 - ）
- 竹内稔浩：ボーカル
- 天谷一夫：ギター
- 佐久間登：ベース
- 八幡豊：ドラム

第13期GENOCIDE（2022年 - ）
- 竹内稔浩：ボーカル
- 天谷一夫：ギター
- 染野和昭：ベース
- TOBBY：ドラム

## 略歴

### 第1期GENOCIDE
- 1979年 福井県越前市（旧　武生市）にて地元HRバンド元「SHOCK」のボーカルの竹内稔浩とギターの天谷一夫がGENOCIDEを結成。
- 1979年 - 1980年 ベース、ドラム、不在のままオリジナル曲の創作と、多数のバンドメンバーとのセッション活動開始。

### 第2期GENOCIDE
- 1980年 松井（ギター）、川崎（ベース）、西本（ドラム）が参加。オリジナル数曲完成。本格的なライブ活動に向けてリハーサルを開始。
- 1980年 地元中心にライブ活動開始。地元には大音量に耐えられるライブハウスが無かったため、バンドコンテスト、野外フェス、学園祭、イベント等の演奏可能な場所に出現し、ライブを繰り広げる。

### 第3期GENOCIDE
- 1983年 松井（ギター）に代わり、元「DEFF ROCK」の川上（ギター）が参加。3曲を2日間で録音しデモテープを製作。海外へ向けてプロモーションを開始。

### 第4期GENOCIDE
- 1983年  海外のHM・HRマガジン数冊に、デモテープが紹介され、レーベル数社よりオファーが届く。 西本（ドラム）に代わり、元「DEETHBREED」の小島（ドラム）が参加。
- 1985年  アメリカのレーベル「King Klassic Records」とアルバム契約を結びレコーディングを開始。

### 第5期GENOCIDE
- 1986年 川崎（ベース）に代わり、元「Hell Bound(f.金沢)」の本野（ベース）が参加。関西、中京、関東へのライブツアーを開始。
- 1987年 新曲の創作とライブツアー。初期のデモテープを、未発表曲＋ライブテイク入りで限定再発売。
- 1988年 King Klassic Recordsより1stアルバム「BLACK SANCTUARY」発売。アナログ盤、CD盤、カセットテープの全3種類が、アメリカ、ヨーロッパにて同時リリースされる。CD盤にはボーナス・トラックとしてデモテープから"地縛霊"を収録。
- 1989年 1stアルバムのプロモーション・ツアーを開始。
- 1990年 2ndアルバム用の曲をデモ・レコーディング。東京でのライブを最後に活動休止。

### 第6期GENOCIDE
- 1996年 各自個別のバンドで活動していた、竹内（ボーカル）、川上（ギター）本野（ベース）が再び集り、オリジナル数曲を創作。竹内（ボーカル）のバンドで活動していた服部（ドラム）が参加。
- 1997年 福井を中心にライブ活動開始。
- 1998年 大阪にて遠征復活ライブ。
- 1999年 DISK HEAVEN から「BLACK SANCTUARY」CD盤が、特別仕様「ライナー＆訳詞付」で限定発売。

### 第7期GENOCIDE
- 2000年 10年振りに東京でのライブを行う、このライブから関東に移住している、天谷（ギター）が参加。HMマガジンKABBALAのボーナスCDに参加。「Red Castre～毒人形」をレコーディング。
- 2001年 SATANIC LUST RECORDSから、オフィシャルブート・ライブCD「THE RITES -魔導結界-」を発売。福井・東京・大阪を中心にライブ活動。

### 第8期GENOCIDE
- 2002年 天谷（ギター）が脱退し、再び4人（第6期GENOCIDEのメンバー）に戻りライブ活動。初めて札幌に遠征する。
- 2003年 新曲の創作とライブ活動。大阪のライブにて、前売りチケットの予約特典として、同年行われた ライブ音源2曲を配布。

### 第9期GENOCIDE
- 2004年 服部（ドラム）にかわり再び小島（ドラム）が参加。
- 2005年 新曲の創作とライブ活動。

### 第10期GENOCIDE
- 2007年 川上（ギター）が脱退し、天谷（ギター）が復活。Captured Recordsより初期音源＋αを収録した「The Ritual Days～邪怨転生」発売！本野（ベース）、小島（ドラム）にかわり、染野和昭（ベース）「ex.千葉GENOCIDE」と八幡豊（ドラム）「ex.ALKALOID」 が加入。
- 2008年 H.M.S.S 超高速円盤製作研究所より、熊谷 BLUE FOREST で行われたライブ（2008年4月13日）を収録したアナログ盤を135枚限定で発売！9月の目黒ライブステーションのライブを最後に、染野（ベース）が脱退

### 第11期GENOCIDE
- 2008年 10月　横山明裕（ベース）「UNITED」 が加入。
- 2009年 12月　30th Annversary "Destroy and Hell"（CD & DVD）を、413TRACKSよりリリース。

### 第12期GENOCIDE
- 2011年  6月　横山明裕（ベース）にかわり佐久間登（ベース）が加入。

### 第13期GENOCIDE
- 2022年  4月　八幡豊（ドラム）にかわりTOBBY（ドラム）が加入。佐久間登（ベース）にかわり染野和昭（ベース）が再び加入。

## 作品

### デモテープ
1. GENOCIDE （1983年）
2. GENOCIDE （1987年）未発表曲＋ライブテイク入りで再発売。

### アルバム
1. BLACK SANCTUARY （1988年）
2. The Ritual Days～邪怨転生 (2007年9月）
3. BLACK SANCTUARY 「Remaster盤」(2009年9月）

### ライブ音源等
1. THE RITES -魔導結界- （2001年）
2. KABBALA .27 （2001）
3. 2003 Live音源／配布品 （2003）
4. LP 「BEYOND BLOOD BATH」(2008年7月)